# Luiz Meneguzzi
Luiz Meneguzzi (Guaporé, 13 de abril de 1914) é um político brasileiro
Filho de José Meneguzzi e de Carolina Meneguzzi.
Pelo Partido Trabalhista Brasileiro (PTB), disputou três vezes vaga de deputado estadual para a Assembleia Legislativa de Santa Catarina, em todas ficou suplente. Na 4ª Legislatura (1959-1963), com 2.879 votos, os suplente convocado.